# Bao Xin
Bao Xin (chinesisch 鮑信 / 鲍信, Pinyin Bào Xìn) ist eine Figur aus Luo Guanzhongs historischem Roman Die Geschichte der Drei Reiche. Darin ist er ein General der späten Han-Dynastie.
Er kämpft in den 80er Jahren des 2. Jahrhunderts gegen die Gelben Turbane und schließt sich 190 der Koalition gegen Dong Zhuo an. Während der Schlacht am Si-Fluss missachtet er die Befehle und befiehlt seinem jüngeren Bruder Bao Zhong, mit etwa 5000 bewaffneten Reitern den feindlichen General Hua Xiong anzugreifen. Nach Bao Zhongs Tod dient Bao Xin dem General Xiahou Dun, der unter Cao Cao dient. Bao Xin wird bei einem Angriff auf eine Festung der Gelben Turbane in Shouyong getötet (192). Er hinterlässt einen Sohn: Bao Xun.